# Ikona Matki Bożej „Godne Jest”
Ikona Matki Bożej „Godne Jest” (gr. Ἄξιόν ἐστιν – Aksion estin) – ikona przechowywana w ołtarzu Soboru Zaśnięcia Matki Bożej w Karies, reprezentująca typ Eleusa, uważana za najświętszą z ikon Góry Athos.

## Opis
Oryginalna Ikona Matki Bożej „Godne Jest” przedstawia Maryję trzymającą na lewym ramieniu Dzieciątko, zaś w prawej dłoni – tekst modlitwy „Godne Jest”, podtrzymywany równocześnie przez Dzieciątko: Zaprawdę godne to jest, błogosławić Ciebie, Bogarodzico, zawsze błogosławioną i nieskalaną, i matkę Boga naszego. Czcigodniejszą od Cherubinów i bez porównania chwalebniejszą od Serafinów, któraś bez zmiany zrodziła Boga Słowo, Ciebie, prawdziwą Bogurodzicę, wysławiamy. W niektórych wariantach ikony Matka Boża i Dzieciątko mają na głowach korony, zaś z obu stron głowy Bogurodzicy pojawiają się anioły: archanioł Michał (Michaił) i Gabriel (Gawrił). 

## Historia
Według legendy, w 980 w jednym z klasztorów Athosu we wspólnej celi mieszkali starszy wiekiem zakonnik i nowicjusz. 11 czerwca 980 starzec udał się sam na całonocne czuwanie, polecając nowicjuszowi samotne odmówienie modlitw wieczornych. W czasie jego nieobecności do celi zapukał nieznany im mnich, który przedstawił się jako Gabriel. Nowicjusz zaczął modlić się razem z nim. Gdy doszli do napisanego przez Kosmę Pieśniarza hymnu Czcigodniejsza od cherubinów, przybysz dodał do niego słowa Zaprawdę godne to jest, błogosławić Ciebie, Bogarodzico, zawsze błogosławioną i nieskalaną i Matkę Boga naszego, tłumacząc, że w ten sposób śpiewa się tę pieśń w jego rodzinnych stronach. Na dźwięk jego słów ikona, przed którą się modlili, zajaśniała nieoczekiwanym światłem. Nowicjusz poprosił przybysza o zapisanie śpiewanych przez niego słów. Ten spełnił jego prośbę, po czym zniknął. Mnich domyślił się, że rozmawiał z archaniołem Gabrielem. Po powrocie starca opowiedział mu o tym, co się stało. Ten przedstawił całą historię na radzie starszych mnichów Athosu, a ci zdecydowali o włączeniu nowych słów do znanej wcześniej pieśni. Następnie znalazły się one w tekście Liturgii św. Jana Chryzostoma. W innym wariancie legendy świadkami pojawienia się archanioła miało być kilku zakonników.   
Ikona, przed którą miał pojawić się archanioł, została przeniesiona do soboru Zaśnięcia Matki Bożej w Karies – centrum Góry Athos.